# Thủy điện Nậm Nơn
Thủy điện Nậm Nơn là thủy điện xây dựng trên dòng nậm Nơn (thượng nguồn sông Lam) tại vùng đất bản Xiêng Hương xã Lượng Minh huyện Tương Dương tỉnh Nghệ An, Việt Nam .
Thủy điện Nậm Nơn có công suất lắp máy 20 MW với 2 tổ máy , khởi công tháng 12/2011  hoàn thành 2015 .
Thủy điện Nậm Nơn nằm dưới thủy điện Bản Vẽ chừng 14 km phía xuôi dòng nậm Nơn, và hoạt động liên hợp với thủy điện Bản Vẽ 19°20′22″B 104°29′1″Đ / 19,33944°B 104,48361°Đ.

## Nậm Nơn
Nậm Nơn bắt nguồn từ tỉnh Houaphan, Lào chảy vào địa phận Việt Nam ở xã Keng Đu, huyện Kỳ Sơn.19°40′58″B 104°04′7″Đ / 19,68278°B 104,06861°Đ.
Nậm Nơn được quan niệm theo hai dạng khác nhau trong các văn liệu.
1. Là phần thượng nguồn của sông Lam với tên gọi theo tiếng Thái [2].
2. Là phụ lưu hợp thành quan trọng nhất của sông Lam, hợp lưu với Nậm Mộ tại làng Cửa Rào xã Xá Lượng huyện Tương Dương [3]. 19°17′13″B 104°25′35″Đ / 19,28694°B 104,42639°Đ.

## Tác động môi trường dân sinh

### Xả nước gây chết người
Khoảng 14 giờ chiều ngày 23/5/2019, thủy điện Nậm Nơn xả cửa nước mà không phát thông báo đủ sớm, khiến hai người dân xã Xá Lượng chèo thuyền dưới khu vực đập bị lật thuyền, anh Vi Văn May thiệt mạng . Ngày 10/7/2019 Công an Nghệ An đã khởi tố vụ án "thủy điện Nậm Nơn xả cửa không thông báo gây chết người" .

### Nghịch lý khát điện ở sát thủy điện
Các thủy điện thi công thì đời sống của nhân dân trong vùng bị xáo trộn. Khi thủy điện hoàn thành thì bỏ lại những làng bản ở sát thủy điện không được cấp điện. Nghịch lý khát điện đang diễn ra đến năm 2019 với 5/10 bản của xã Lượng Minh, xã nằm kẹp giữa nhà máy thủy điện Bản Vẽ và Nậm Nơn.

## Chỉ dẫn
1. ↑  Trong tiếng Tày-Thái "Nậm" đã có nghĩa là nước, sông, suối.